# Iasna Poleana, Orihiv
Iasna Poleana (în ucraineană Ясна Поляна) este localitatea de reședință a comunei Iasna Poleana din raionul Orihiv, regiunea Zaporijjea, Ucraina.

## Demografie
Componența lingvistică a localității Iasna Poleana
     Ucraineană (94,38%)
     Rusă (5,62%)
Conform recensământului din 2001, majoritatea populației localității Iasna Poleana era vorbitoare de ucraineană (94,38%), existând în minoritate și vorbitori de rusă (5,62%).